# Фиат-Омский
«Фиат-Омский» — лёгкий пулемётный бронеавтомобиль Вооруженных сил Российского государства в Гражданской войне в России 1917—1923 годов. Разработан на базе шасси автомобиля итальянской фирмы Fiat. Было построено около 15 экземпляров данного бронеавтомобиля, применявшегося частями Русской армии в боях на Восточном фронте Гражданской войны. После поражения Белого движения на востоке несколько бронеавтомобилей какое-то время использовались вооружёнными силами Дальневосточной республики.

## История создания и производства
Вскоре после Октябрьской революции 1917 года Российская республика как единое государство перестала существовать, и на её территории стремительно возникло большое количество государственных образований. Многие из них были весьма эфемерны, но некоторые практически являлись полноценными, мощными государствами. В неспокойной обстановке Гражданской войны эти новые государства, пытаясь обеспечить своё выживание, формировали армии и старались оснастить их по возможности новейшим оружием. Часть этих государств могла, в принципе, рассчитывать на помощь Антанты, однако так можно было получить главным образом лёгкое оружие. Кроме того, доступ к этой помощи сильно осложнялся вопросами логистики.
Желанным оружием для большинства этих армий были бронеавтомобили. В годы Первой мировой войны Российская Императорская армия с успехом применяла броневики самых разных типов, но в неразберихе конца 1917 года бо́льшая их часть осталась в руках большевиков и сочувствующих им местных правительств. Чтобы хоть как-то компенсировать недостаток бронеавтомобилей, наиболее мощные Белые армии в ходе Гражданской войны активно использовали различные импровизированные бронемашины, собранные силами полевых мастерских или машиностроительных заводов в подконтрольных им городах из того, что было «под рукой». В результате в воюющих армиях начали появляться самые разнообразные бронеавтомобили, внешний вид которых мог быть как достаточно каноническим, так и откровенно несуразным. Как правило, такие «кустарные» броневики не были полноценными бронеавтомобилями, несли лишь частичную защиту, выпускались в количестве 2—3 экземпляров и впоследствии «кочевали» по различным армейским соединениям.
Самыми массовыми и наиболее полноценными из бронеавтомобилей этого типа были, пожалуй, так называемые «Омские „Фиаты“». Осенью 1918 года генштаб армии Александра Колчака, недавно прибывшего из США и имевшего налаженные связи с союзниками, получил из Соединённых Штатов полтора десятка шасси итальянской фирмы «Фиат», выпущенных её американским отделением. Вероятнее всего, эти шасси представляли собой так называемый «Фиат тип 55» и были однотипны тем, которые двумя годами ранее уже поставлялись фирмой «Фиат» в Россию и на базе которых строились бронеавтомобили «Фиат» Ижорского завода. На основе этих шасси в мастерских города Омска в 1918—1919 годах было собрано около 15 бронеавтомобилей, несколько различавшихся по внешнему виду и техническим характеристикам. К сожалению, имена конструкторов, которые разрабатывали схему их бронирования, остаются на данный момент неизвестными.
Согласно другим сведениям, «Фиаты» Сибирской армии были построены позднее, в 1919—1920 годах, и не в Омске, а во Владивостоке, через который из США поставлялись шасси. Возможно также, что верны обе версии и часть бронеавтомобилей была собрана зимой 1918—1919 годов в Омске, а часть — в 1919—1920 годах во Владивостоке.

## Описание конструкции

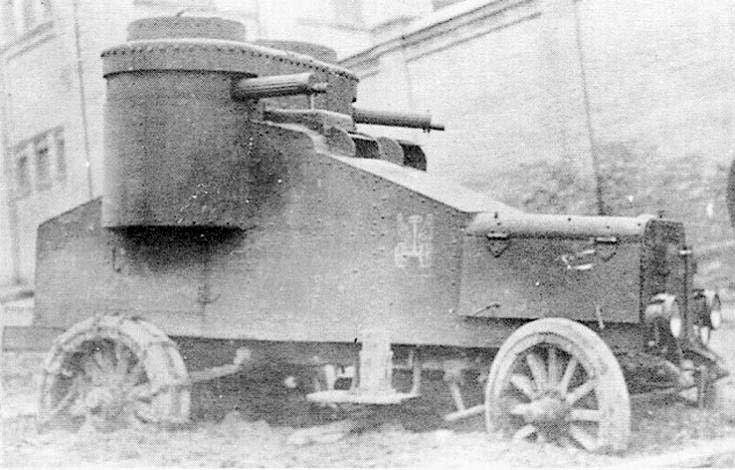
Бронеавтомобиль «Фиат-Омский» («длинный» вариант с размещением пулемётов в рубке и скошенными передними бронелистами). Обратите внимание на цепи на колёсах заднего моста. Части Сибирской армии, предположительно 1919 год

Судя по сохранившимся фотографиям, схема бронирования «Фиатов-Омских» условно имела два варианта, несколько различавшихся между собой. Первый из них характеризовался «коротким» бронекорпусом с цилиндрически изогнутым лобовым листом и размещением вооружения в единственной башне. Размеры бронемашины были минимальны, что позволяет предположить численность экипажа в два-три человека.
Второй вариант имел некоторые сходства с бронеавтомобилями «Остин» и «Фиат-Ижорский». Он был несколько длиннее варианта с «коротким» корпусом, и лобовые детали бронирования устанавливались под большими углами наклона. Вооружение бронемашины размещалось в броневой рубке, имевшей два спонсона, которые располагались слева и справа по поперечной оси бронеавтомобиля. Конструкция обеспечивала круговой обстрел. Экипаж состоял, вероятно, из четырёх человек.
Вооружение броневиков являлось достаточно стандартным для своего времени и состояло из одного-двух 7,62-мм пулемётов «Максим» образца 1910 года с водяным охлаждением ствола, устанавливаемых в башнях.
На бронеавтомобиле устанавливался фирменный карбюраторный двигатель воздушного охлаждения мощностью 72 л.с. Запуск двигателя производился с места водителя при помощи электростартёра либо заводной рукояткой снаружи корпуса. Мощность двигателя позволяла автомобилю развивать скорость до 65—70 км/ч на шоссейной дороге и до 40 км/ч — на рокадах. Скорость движения на реверсе составляла порядка 15—18 км/ч.
Ходовая часть — заднеприводная (колёсная формула 4 × 2), с зависимой подвеской на полуэллиптических стальных рессорах.
В заднеприводной ходовой части применялись деревянные спицованные колёса артиллерийского типа, односкатные на переднем мосту и двускатные — на заднем. Все колёса имели шины типа «гусматик»; их внутренний объём заполнялся глицерино-желатиновой смесью, обеспечивавшей повышенную пулестойкость и пробег до 3000—5000 км. Для повышения проходимости на задние колёса могли надеваться цепи (см. фото слева).

## Операторы
- Белое движение
- ДВР — 2 машины
- Япония — 1 машина

## Служба и боевое применение
О боевом применении «Фиатов-Омских» точных данных не сохранилось. Скорее всего, около 15 построенных бронемашин в течение 1919—1920 годов использовались различными белогвардейскими формированиями против продвигающихся на Восток частей Рабоче-крестьянской Красной армии. Возможно, что в числе трёх автомобилей, приданных Уфимской группе генерала Михаила Ханжина в период боевых действий на Волге летом 1919 года, были «Омские „Фиаты“». Также вероятно, что «Фиаты-Омские» имелись в подчинении генерала С. Н. Розанова и использовались при подавлении большевистского восстания во Владивостоке в ноябре 1919 года. Некоторые бронемашины в ходе боёв были, возможно, потеряны либо захвачены «красными».
Дальнейшая судьба «Фиатов-Омских» известна лишь эпизодически. В конце 1920 года по меньшей мере две машины «длинной» модификации попали во Владивосток (или находились там всё время, если были собраны в этом городе) и были приняты на вооружение армией Дальневосточной республики. Однако после полного установления советской власти на Дальнем Востоке эти машины ни по каким документам не проходили. Видимо, оказавшиеся в руках Красной армии «Фиаты-Омские» постепенно отправились на слом в 1921 или 1922 году.
По сохранившимся фотографиям достоверно известно, что один «Фиат-Омский» каким-то образом попал в руки японцев, однако другие данные о судьбе этой машины отсутствуют.

## Оценка машины
В целом броневик был достаточно удачен, особенно если учесть условия его появления. Технологически удачное шасси «Фиат тип 55» обеспечило бронеавтомобилю весьма неплохие динамические характеристики, а вооружение и бронирование в целом соответствовали большинству русских броневиков того времени. Другое дело, что в силу «кустарности» производства качество сборки страдало, да и омские броневые листы были не самого высокого качества. Так или иначе, «Фиатов-Омских» было слишком мало, чтобы оказать существенное влияние на ход боевых действий. Однако их можно считать единственными полноценными серийными бронеавтомобилями, самостоятельно созданными Белым движением.